# زبيدة القسطنطينية
زُبيدة ابنة أسعد بن إسماعيل بن إبراهيم بن حمزة القسطنطينية (ت. سنة 1194 هـ / 1780 م) هي شاعرة من شواعر الترك.
ولدت بالقسطنطينية و نشأت بكنف والدها الشيخ أسعد مفتي الدولة العثمانية. نظمت الشعر الفارسي والتركي.